# Max Kramer
Max Kramer (Fuldan, 12 januari 1984) is een golfprofessional uit Duitsland.

## Amateur
Acht jaar lang speelde Kramer in het nationale team van Duitsland.
In 2006 was de toen 22-jarige Max Kramer de eerste amateur die tijdens een Tour-wedstrijd een albatros maakte. Dit gebeurde op hole 9 tijdens de eerste ronde van het Oostenrijks Open. Hij sloeg zijn tweede slag met een ijzer-6.

### Gewonnen
- 2003: Duits Amateur Open, Herenkampioenschap Hessen

## Professional
In 2007 werd Kramer professional. Hij werd ook dat jaar lid van Golf Team Germany. Het eerste jaar speelde hij alleen op de EPD Tour. Zijn succes daar was voldoende om in 2009 op de Europese Challenge Tour te mogen spelen. In 2010 kwalificeerde hij zich voor de Final Stage van de Tourschool.
Zijn coach is Walter Kirchmaier, een voormalig hockey-international die in 1995 golfclubmanager en -coach werd. Sinds 1998 is hij de coach van Max Kramer.

### Gewonnen
- 2007: Sybrook Classic, Olympus Classic, Gloria Open, Heidelberg Lobenfeld Classic (inclusief baanrecord)

## Hugo Boss
Kramer maakt deel uit van het Hugo Boss team, net als Henrik Stenson, Pablo Larrazábal, Oliver Wilson, Jyoti Randhawa, Ben Parker, Benn Barham, Tino Schuster, Steve Webster, Ben Crane, Alex Norén, Nick Watney en Alexandre Rocha.